# IC 5019
IC 5019 је ознака објекта на координатама са ректансцензијом 20h 30m 52,0s и деклинацијом - 36° 19" 18'. Открио га је Луис Свифт, 16. септембра 1897. Каснијим посматрањима на том положају није уочен никакав астрономски објекат.